# Corynesporopsis cylindrica
Corynesporopsis cylindrica är en svampart som beskrevs av B. Sutton 1989. Corynesporopsis cylindrica ingår i släktet Corynesporopsis, divisionen sporsäcksvampar och riket svampar.   Inga underarter finns listade i Catalogue of Life.